# August Rikli

August Rikli (vollständiger Name: Emil August Rikli; * 24. Januar 1864 in Wangen an der Aare; † 6. August 1933 in Langenthal) war ein Schweizer Politiker (SP) und Arzt. Von 1908 bis 1921 gehörte er dem Nationalrat an.

## Biografie
Rikli war der Sohn des Chemikers und Färbereibesitzers Johann Rudolf Rikli. Seine Onkel waren der Naturheiler Arnold Rikli und der St. Galler Nationalrat Samuel Friedrich Rikli. Von 1883 bis 1891 studierte er Medizin an den Universitäten Bern, Heidelberg und München. Rikli, der in der Schweizer Armee den Rang eines Obersten hatte, führte bis 1898 eine Arztpraxis in Wiedlisbach. Danach wurde er an das Spital Langenthal berufen, wo er bis 1928 als Chefarzt tätig war. Er setzte sich in besonderem Masse im Kampf gegen die Tuberkulose ein und engagierte sich beim Schweizerischen Roten Kreuz (von 1921 bis 1927 als Rotkreuzchefarzt).
Seinem familiären Umfeld entsprechend hatte Rikli zunächst freisinnige politische Ansichten. Unter dem Einfluss des Berner Arbeitersekretärs Nikolaus Wassilieff wandte er sich zunehmend dem Grütliverein zu, einem mit den Sozialdemokraten verbundenen Arbeiterverein. Er trat zu den Nationalratswahlen 1908 an und schaffte mit Unterstützung der konservativen Bernischen Volkspartei von Hugo Dürrenmatt (Sohn Ulrich Dürrenmatts) die Wahl im Wahlkreis Oberaargau. Im Parlament gehörte Rikli zunächst der sozialpolitischen Gruppe an (Fraktion der demokratischen Bewegung), 1911 trat er zur Sozialdemokratischen Partei über. Als Gegner der Landesstreiks und Befürworter der Landesverteidigung zerstritt er sich 1919 mit den Sozialdemokraten und wechselte zurück zur sozialpolitischen Gruppe. 1921 trat er aus dem Nationalrat zurück.